# 小盐卵菌属
小盐卵菌属（学名：Halovulum）是副球菌科的一属细菌。原属红杆菌科，2022年建立副球菌科后，现归属副球菌科。

## 下属物种
本属包括以下物种：
- 敦煌小盐卵菌 Halovulum dunhuangense Sun et al., 2015，分离自中国敦煌陆生温泉水沙混合沉积物样品。[2]
- 海洋小盐卵菌 Halovulum marinum Ruan et al. 2020[3]
- 沉积物小盐卵菌 Halovulum sediminis